# Aéroport de Bauchi

L'aéroport de Bauchi (code IATA : BCU • code OACI : DNBC), aussi appelé aéroport Sir Abubakakar Tafawa Balewa est un aéroport desservant Bauchi, la capitale de l'État du même nom et l'une des villes les plus peuplées du Nord-Est du Nigéria. Il porte le nom d'Abubakar Tafawa Balewa, premier ministre du Nigéria de 1957 à 1966, originaire de l'État. 
Des vols intérieurs desservent Abuja. 

## Situation
| Uyo Katsina Owerri Asaba Kaduna Maiduguri Port · Harcourt Int. P. Harcourt · Ville Kano Lagos Abuja Sokoto Enugu Akure Bauchi Benin Dutse Ibadan Ilorin Jalingo Makurdi Calabar Warri Jos Yola |

## Compagnies et destinations
| Compagnies       | Destinations     |
| ---------------- | ---------------- |
| Aero Contractors | Abuja-N. Azikiwe |
| Arik Air         | Abuja-N. Azikiwe |
| Max Air          | Abuja-N. Azikiwe |
| Overland Airways | Abuja-N. Azikiwe |

Édité le 17/03/2023  Actualisé le 9/11/2023